# مسؤولية المنتج
مسؤولية المنتج هو مجال قانوني يتحمل بموجبه المصنعون والموزعون والموردون وتجار التجزئة وغيرهم ممن يوفرون المنتجات للعامة المسؤولية عن الأضرار التي تسببها تلك المنتجات. على الرغم من أن كلمة «منتج» تحمل دلالات واسعة، يقتصر مفهوم مسؤولية المنتج باعتباره مجالًا قانونيًا على المنتجات التي تكون على هيئة ممتلكات شخصية ملموسة.

## مسؤولية المنتج حسب الدولة
فضلت الأغلبية الساحقة من الدول التشديد على معالجة قضايا مسؤولية المنتجات من خلال فرض التشريعات التي تحكمها. حدث ذلك في بعض الدول إما بسن قانون منفصل يعنى بمسؤولية المنتجات، أو بإضافة قواعد مسؤولية المنتجات إلى قانون مدني قائم، أو بإدراج المسؤولية المشددة في قانون شامل لحماية المستهلك. في الولايات المتحدة، وُضع قانون مسؤولية المنتجات من خلال السوابق القضائية الصادرة عن محاكم الولايات وكذلك من خلال إعادة صياغة القانون الصادر عن معهد القانون الأمريكي.
يُعتبر نظامي الولايات المتحدة والاتحاد الأوروبي لمسؤولية المنتجات النموذجان الأبرز في فرض المسؤولية الحازمة على المنتجات المعيبة، أي أنه وفي واقع الأمر «يتبع كل نظام لمسؤولية المنتجات في العالم أحد هذين النموذجين».

### الولايات المتحدة
كانت الولايات المتحدة أول دولة تسن قانون مسؤولية المنتجات الحديث خلال القرن العشرين، ويُعزى ذلك إلى قرار غرينمان لعام 1963 الذي أدى إلى ظهور مسؤولية المنتج باعتباره مجالًا مستقلًا في القانون الخاص. في عام 1993، أفيد بأنه «لا يمكن لبلد آخر أن يضاهي الولايات المتحدة من ناحية عدد قضايا مسؤولية المنتجات وتنوعها، ولا من ناحية انتشار الموضوع بين عامة الشعب والأخصائيين القانونيين». أصبحت هذه الحقيقة قائمة منذ عام 2015: «يؤدي مجال مسؤولية المنتج دورًا كبيرًا في الولايات المتحدة، إذ أصبح التقاضي أكثر شيوعًا هناك من أي مكان آخر في العالم، والتعويضات أعلى، والانتشار ملحوظًا أكثر».
في الولايات المتحدة، توضع غالبية قوانين مسؤولية المنتجات على صعيد الولاية وتختلف اختلافًا كبيرًا من ولاية إلى أخرى. يتطلب كل نوع من أنواع المطالبات المتعلقة بمسؤولية المنتجات إثبات عناصر مختلفة لتقديم مطالبة صحيحة.

#### تاريخيًا
لم تكن الدعاوى القضائية المتعلقة بالأضرار الشخصية الناجمة عن الأضرار المالية موجودة فعليًا قبل الثورة الصناعية الثانية في القرن التاسع عشر، ويُعزى ذلك إلى العديد من الأسباب التاريخية المعقدة. كانت قضايا مسؤولية المنتج نادرة للغاية، واقتصرت على مجموعة فرعية من الحالات الشخصية، إلا أنه وفي الحالات القليلة التي جرى طرحها، يبدو أن القاعدة العامة في القانون العام المبكر هي ما يطلق عليه المراقبون المعاصرون اسم عدم الخطأ أو المسؤولية الصارمة. بعبارة أخرى، يتعين على المدعي إثبات الأضرار وعلاقة المنتج بها فقط.
في مطلع القرن السابع عشر، شرعت محاكم القانون العام في اعتماد نظام عدم مسؤولية المنتجات (باستثناء حالات الاحتيال أو الإخلال بالمسؤولية الصريحة) من خلال تطوير مبدأ التحذير (ليحترس المشتري). تزايد عدد مطالبات تعويض الأضرار الشخصية وقضايا مسؤولية المنتجات ببطء خلال الثورة الصناعية الأولى المبكرة (بسبب زيادة تنقل الأشخاص والمنتجات)، وفي أربعينيات القرن التاسع عشر، وضعت محاكم القانون العام في إنجلترا والولايات المتحدة المزيد من العوائق أمام المدعين من خلال مطالبتهم بإثبات إهمال المدعى عليه (أي أن المدعى عليه كان مخطئًا لأن سلوكه فشل في استيفاء معايير المسؤولية المتوقعة من شخص عاقل)، وتخطي الدفاع عن انعدام خصوصية العقد في الحالات التي لا يتعامل فيها المدعي مباشرة مع الصانع (كما هو الحال في قضية وينتربوتوم ضد رايت عام 1842). خلال الثورة الصناعية الثانية منذ منتصف القرن التاسع عشر وحتى أواخره، تزايدت الفجوة بين المستهلكين والشركات المصنعة الأصلية للمنتجات وأصبحت الآثار غير العادلة لجميع هذه المبادئ واضحة على نطاق واسع.
شرعت محاكم الولايات في الولايات المتحدة في البحث عن وسائل لتخفيف الآثار القاسية لمثل هذه المبادئ القانونية، كما فعل البرلمان البريطاني. على سبيل الذكر، تمثلت إحدى الوسائل في العثور على مسؤوليات ضمنية في طبيعة عقود معينة، وبحلول نهاية القرن التاسع عشر، تبنى عدد كافٍ من الولايات الأمريكية مسؤوليات ضمنية للجودة التجارية وأُعيد ذكر هذا المسؤولية على هيئة قانونية في قانون المبيعات الموحد الأمريكي لعام 1906، والذي استلهم من قانون بيع البضائع البريطاني لعام 1893.
خلال أربعينيات القرن العشرين وخمسينياته وستينياته، نشر أساتذة القانون الأمريكيون فليمنغ جيمس جونيور وويليام بروسر آراءً متنافسة حول مستقبل المجال الناشئ لمجال مسؤولية المنتج. أقر جيمس بأن قانون الإهمال والمسؤولية التقليدي لم يوفر حلولًا كافية للمشاكل التي تتسبب المنتجات المعيبة بها، ولكنه جادل في عام 1955 بأن هذه القضايا يمكن حلها من خلال تعديل قانون المسؤولية «المصمم لتلبية الاحتياجات الحديثة»، بينما جادل بروسر في عام 1960 بأن المسؤولية الحازمة المتعلقة بالضرر يجب أن «تُعلن صراحة» بدون إخفائها وراء «قناع عقد وهمي». انتهى الأمر بشيوع وجهة نظر بروسر.

#### قضايا قانونية بارزة
تُعتبر قضية نيويورك التاريخية، ماكفيرسون ضد شركة بويك موتور عام 1916، الخطوة الأولى نحو سن قانون مسؤولية المنتجات الحديث، والتي أدت إلى انهيار عائق الخصوصية الذي حال من استرداد الحقوق الشخصية المتعلقة بإجراءات الإهمال. بحلول عام 1955، استشهد جيمس بماكفيرسون بقوله إن «قلعة الخصوصية انهارت»، على الرغم من أن ولاية مين، آخر المماطلين، لم تعتمد قضية ماكفيرسون حتى عام 1982.
تُعتبر قضية نيوجيرسي التاريخية، والمتمثلة بقضية هينينغسن ضد شركة بلومفيلد موتورز عام 1960، الخطوة الثانية في سن قانون مسؤولية المنتجات والتي ألغت عائق الخصوصية لاسترداد الحقوق في الإجراءات المتعلقة بخرق المسؤولية الضمنية. في عام 1960، استشهد بروسر بقضية هنينغسن باعتبارها «سقوطًا لقلعة الخصوصية». ساعدت محكمة هينينغسن على توضيح الأساس المنطقي للتحول الوشيك من الإخلال بالمسؤولية (الذي يبدو في العقد) إلى المسؤولية المشددة (التي تبدو في التقصير) باعتباره النظرية السائدة في قضايا مسؤولية المنتجات، ولكنها لم تفرض في الواقع مسؤولية مشددة على المنتجات المعيبة.
تمثلت الخطوة الثالثة بقضية كاليفورنيا التاريخية التي أقامها غرينمان ضد شركة يوبا برودكتس عام 1963، والتي أصدرت فيها المحكمة العليا في كاليفورنيا مبدأ المسؤولية الصارمة علانية واعتمدته في تقييم الضرر الناجم عن المنتجات المعيبة. بشرت قضية غرينمان بتحول جوهري في كيفية تفكير الأمريكيين في مسؤولية المنتج تجاه نظرية مسؤولية المؤسسة، فعوضًا عن اسناد المسؤولية إلى «خطأ» أو «كفالة» المدعى عليه، يجب أن تستند مسؤولية المدعى عليه، باعتبارها قضية تتعلق بالسياسة العامة، إلى مسألة بسيطة تتعلق بما إذا كان جزءًا من مؤسسة تجارية مسؤولة عن إلحاق إصابات بالبشر. وضع جيمس وأستاذ قانون آخر، ليون غرين، الأساس النظري لمسؤولية الشركات. تُعتبر قضية غرينمان السبب الرئيسي في ظهور مبدأ المسؤولية الفعلية عن المنتجات باعتباره مجالًا مستقلًا عن مجالات القانون الخاص في حد ذاته. قبل هذه القضية، لم تظهر المنتجات في السوابق القضائية والمؤلفات العلمية إلا فيما يتعلق بتطبيق المبادئ القائمة في العقود والضرر.
دوّن القاضي المساعد روجر ج. ترينور رأي الأغلبية بشأن قضية غرينمان، والذي استُشهد برأيه المؤيد سابقًا في القضية التي أقامها إسكولا ضد شركة كوكا كولا للتعبئة في عام 1944، والتي يعتبرها الكثير قضية تاريخية.